# نادي الصقور السعودي
نادي الصقور السعودي هو نادي يهدف إلى جمع الصقارين في المملكة العربية السعودية تحت رابطة واحدة، والاهتمام بالصقور والمحافظة عليها وعلى هواية استخدامها في الصيد، كونها موروثًا شعبيًا وثقافيًا في المملكة. تأسس النادي بأمر ملكي في عام 2017م، ويشرف عليه الأمير عبد العزيز بن سعود بن نايف آل سعود.

## أهدافه
- الحفاظ على التراث الوطني، والحياة الفطرية في السعودية.
- تقديم حصص وبرامج تدريبية بهدف التوعية في كيفية الحفاظ على الصقور ورعايتها.
- التنمية الثقافية من خلال إقامة المعارض والأنشطة والفعاليات.[2]

## اختصاصاته
1- الإسهام في التعريف بالتراث الخاص بالصقور، وإبرازه، ونشره.
2- إقامة فعاليات للصقور داخل المملكة وتنظيمها.
3- إقامة فعاليات للصقور خارج المملكة، وتنظيم المشاركة الوطنية فيها، وذلك بعد التنسيق مع الجهات المعنية وأخذ الموافقات اللازمة.
4- إقامة مزادات لبيع الصقور، بعد أخذ الموافقات اللازمة لذلك.
5- إدارة ما يخصص له من أراضٍ ومواقع وميادين ومحميات، أو ما يعهد إليه بإدارتها.
6- التعاون مع الجامعات والكليات ومراكز البحث العلمي والمؤسسات الصحية، لإجراء الدراسات والبحوث العلمية ذات الصلة بالصقور.
7- إقامة المهرجانات والمعارض والمؤتمرات ذات الصلة بالصقور وتنظيمها والمشاركة فيها داخل المملكة وخارجها، بعد أخذ الموافقات اللازمة.
8- التعاون مع الهيئات والمنظمات الإقليمية والدولية ذات الصلة بنشاط النادي، بحسب الأنظمة والتعليمات المتبعة.

## معرض الصقور والصيد السعودي
هو معرض يندرج تنظيمياً تحت مظلة نادي الصقور السعودي وبرعاية بعض الجهات الحكومية. يجمع بين هواة رياضة الصيد بالصقور محلياً وإقليمياً وعالمياً ضمن فعاليات ومسابقات ترفيهية وثقافية، ويخصص مبلغ 17.630.000 مليون ريال سعودي جوائز نقدية للمسابقات. يقام خلال 10 أيام ويتضمن تعريف الزوار بتراث المملكة وهويتها الثقافية.

## أقسامه
- منطقة المزادات.
- الخدمات البيطرية.
- المعرض الفني.
- منتجي الصقور في المملكة والخليج.
- معرض الملوك والأمراء.
- أدوات التخييم ورحلات الصيد البرية.
- الشركات المتخصصة في أسلحة الصيد.
- عرض فيلم وثائقي.
- أحدث التقنيات في تدريب الصقور ومستلزمات الصيد.[6][7]

## مهرجان الملك عبد العزيز للصقور
هو مهرجان وطني، يهتم بالتعريف بالصقور من خلال أجنحة خاصة لعرضها، وتقديم الدروس في طريقة تربيتها وتدريبها، وتثقيف المجتمع بهذا الموروث الشعبي في السعودية والحفاظ عليه، سُجل في مجموعة غينيس في عام 2019م كأكبر بطولة في العالم لسباق الصقور، حيث بلغ عدد الصقور المشاركة في السباق 1723 صقرًا، يقام المهرجان على مساحة 650 ألف متر مربع، وبميزانية 17.630.000 مليون ريال سعودي لتقديم الجوائز النقدية في المسابقات، وكل ذلك تحت رعاية نادي الصقور السعودي.
يحتوي على عدة فعاليات:
- ميادين لسباق الصقور.
- متحف خاص بالصقور.
- مخيمات مجهزة للإقامة.
- مسرح خاص بالعروض.[9][11]

## كأس العلا للصقور
أقيمت النسخة الأولى من كأس العلا للصقور بمركز مغيراء، جنوب شرقي محافظة العلا في الفترة من 28 ديسمبر إلى 5 يناير 2024م بتنظيم نادي الصقور السعودي والهيئة الملكية لمحافظة العلا، وبجوائز تصل إلى 60 مليون ريال سعودي.

## انظر ايضاً
- صقر
- مهرجان الملك عبد العزيز للصقور

## وصلات خارجية
- عام/ نادي الصقور السعودي ينظم مزاداً للصقور بالرياض.
- الصقور» يعلن عن مهرجان الملك عبد العزيز للصقور في نسخته الأولى.